# Lipí
Lipí (deutsch Lippen) ist eine Gemeinde in Tschechien. Sie liegt zehn Kilometer südwestlich von České Budějovice in Südböhmen und gehört zum Okres České Budějovice.

## Geographie

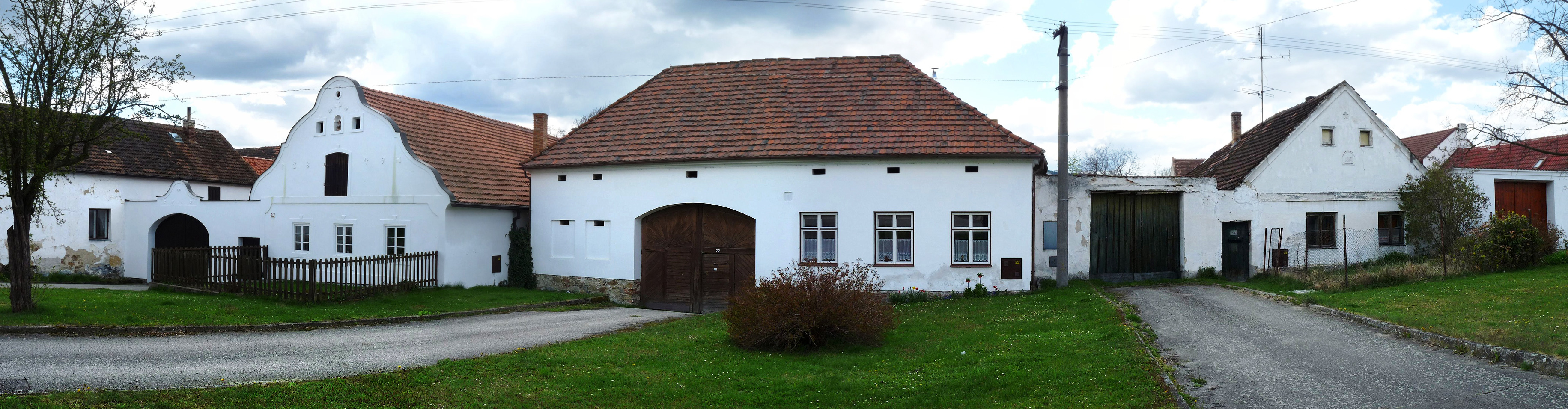
In Lipí

Lipí befindet sich am Fuße des Blanský les im Budweiser Becken. Das Dorf liegt rechtsseitig des Baches Dehtářský potok. Südlich erhebt sich der Kluk (740 m), im Südwesten der Haberský vrch (718 m) und der Švelhán (721 m), westlich die Střední hora (718 m) und Skalka (687 m) sowie im Nordwesten der Čihadlo (519 m). Gegen Nordosten liegen die Teiche Panin rybník, Starý haberský rybník, Žabinec und Haberský mlýnský rybník. Gegen Osten erstreckt sich der Flughafen České Budějovice. Im Westen liegt der Teich Panin rybník, nordwestlich der Žabinec und der Starý haberský rybník sowie südlich der Badeteich Štětků.
Nachbarorte sind Na Kotlovech, U Zedníků und Dubné im Norden, Mrzutá, Třebín und Kaliště u Lipí im Nordosten, Planá und Homole im Osten, Nové Homole und Závraty im Südosten, U Zajíčka, Hradce, Slavče und U Konopí im Süden, Hastrman, Povišer, Adámek, Vobr, Ludvík, Bohouškovice, Stupná und Chmelná im Südwesten, Horní Vít, Habří, U Fajtalů, Dolní Vít und U Pufrů im Westen sowie Bedlan, Kvítkovice, Nový Mlýn und Čakovec im Nordwesten.

## Geschichte
Einen Kilometer südöstlich des Dorfes wurden in der Flur Travní Reste einer frühzeitlichen Siedlung aus der Bronze-, Hallstatt- und Latènezeit aufgefunden. In derselben Gegend wurde auch bei der Einschicht U Zajíčka ein Hügelgrab aus der Zeit um 750–500 v. Chr. entdeckt, in dem ein hallstattzeitliches Fürstengrab vermutet wird.
Die erste schriftliche Erwähnung des Dorfes Lypye erfolgte im Jahre 1389. Später wurde der größte Teil des Dorfes an die Herrschaft Krumau angeschlossen. Im Jahre 1840 bestand Lippen / Lipý einschließlich der einschichtigen Höfe Simandl und Bedlan aus 37 Häusern mit 336 Einwohnern. Mit Ausnahme von vier zum Stiftsgut Komařice untertänigen Dominikalistenhäusern, in denen 40 Personen lebten, gehörte Lippen bis zur Mitte des 19. Jahrhunderts zur Herrschaft Krumau. Pfarrort war Duben.
Nach der Aufhebung der Patrimonialherrschaften bildete Lipí/Lippen mit den Ortsteilen Kaliště eine Gemeinde in der Bezirkshauptmannschaft Budějovice/Budweis. In der Gemeinde lebten im Jahre 1914 553 durchweg tschechischsprachige Personen. Lipí hatte 349 Einwohner, in Kaliště waren es 204. Mit Beginn des Jahres 1961 wurde Habří und 1964 noch Kvítkovice eingemeindet. Seit dem 24. November 1990 bilden Habří und Kvítkovice wieder eigene Gemeinden.

## Gemeindegliederung
Die Gemeinde Lipí besteht aus den Ortsteilen Lipí (Lippen) und Kaliště u Lipí (Kallischt), die zugleich auch Katastralbezirke bilden. Zu Lipí gehören außerdem die  Einschichten Adámek, Hastrman, Povišer, Mrzutá und U Zedníků.

## Bevölkerungsentwicklung
| Jahr      | 1869 | 1880 | 1890 | 1900 | 1910 | 1921 | 1930 | 1950 | 1961 | 1970 | 1980 | 1991 | 2001 | 2011 | 2021 |
| --------- | ---- | ---- | ---- | ---- | ---- | ---- | ---- | ---- | ---- | ---- | ---- | ---- | ---- | ---- | ---- |
| Einwohner | 549  | 608  | 577  | 571  | 553  | 541  | 507  | 429  | 459  | 397  | 455  | 479  | 537  | 603  | 645  |

## Sehenswürdigkeiten
- Neogotische Kapelle der Jungfrau Maria von Lourdes auf dem Dorfplatz, geweiht 1897
- Mehrere Gehöfte aus der zweiten Hälfte des 19. Jahrhunderts im südböhmischen Bauernbarock